# گل‌ها (آلبوم ایس آو بیس)
گل‌ها (به انگلیسی: Flowers) آلبومی از گروه موسیقی سینث‌پاپ ایس آو بیس است که سال ۱۹۹۸ میلادی منتشر شد. این آلبوم در سراسر جهان بیش از ۴ میلیون نسخه فروخت.